# نويلا مارسلينو
الأم نويلا مارسيلينو، (ولدت مارثا مارسيلينو؛ 30 يونيو 1951)  هي راهبة بنديكتينية أمريكية حصلت على ى شهادة دكتوراه في علم الأحياء الدقيقة من جامعة كونيتيكت، وحصلت من خلال دراستها للفطريات في فرنسا على منحة فولبرايت. ركزت مارسلينو على الآثار الإيجابية للتسوس والعفن وكذلك روائح ونكهات الجبن.

## السيرة الشخصية
لم تكمل مارسيلينو دراستها في كلية سارة لورانس.اتاح أساقفة هارتفورد، جون ويلون، إذن لأعضاء المجتمع المنعزل من الراهبات البيندكتيات من دير ريجينا لاوديس للشروع في الحج للتعليم العالي. في ديسمبر 1986 قدمت مارسيلينو وثلاث راهبات أخريات وتم قبولهن في دورات العلوم الزراعية في جامعة كونيتيكت.
في عام 1987 بدأت المجموعة برنامجًا للمنح الدراسية، مما أدى إلى حصول جميعن على درجات الدكتوراه، وكان بحث مارسلينو عن علم الأحياء الجزيئي والخلوي/علم الأحياء الدقيقة.  بدأت مارسلينو مع دورات العلوم التمهيدية في حرم جامعة كونيتيكت في ووتربيري، وفي خلال زيارة لأستاذة الكيمياء العضوية نينا ستاين إلى قبو الجبن في الدير، اقترحت الأستاذة أن تركز مارسلينو بحثها على علم الأحياء الدقيقة لنضج الجبن.
فازت مارسلينو بمنحة فولبرايت  إلى فرنسا لجمع وفحص سلالات الفطريات الخاصة بالمنطقة مع التركيز على جبيوتريكوم ديديموم من كهوف الجبن التقليدية، وبقيت ثلاث سنوات إضافية لتحليل العينات خلال دراستها بمنحة من الحكومة الفرنسية. 
لم تكن تسطيع الأم نويلا على تناول الجبن، باستثناء قطعة الشيدر المدخنة لكنها كانت تصنع الجبن في برميل ويسكي خشبي منذ عام 1977.
هي عضوة في دير ريجينا لاوديس، وهي الآن تقدم الاستشارات حول صناعة الجبن في الولايات المتحدة بجانب كونها متحدثة ومحكمة في المسابقات.
شقيقها هو جون «جوكو» مارسيلينو، عضو مؤسس وعازف الطبل مع فرقة شا نا نا.

## مدح
وقد أشادت بها الراحلة ريمي غرابين، التي كانت مديرة الأبحاث في المعهد الوطني الفرنسي للبحوث الزراعية، التي قالت إنها قد درست التنوع البيولوجي لفطريات الجبن الخام، ولم يكن هناك شخص آخرغيرها يقاتل بقوة للحفاظ عليه في عالم التوحيد القياسي والبسترة. تم تسميتها صانعة الجبن الرسمية في دير ريجينا لاوديس وهي جزء من طاقم قديم من صناع الجبن. فازت بجائزة روح الطعام الفرنسية، وقال منظمو الجائزة أنها كانت خبيرة دولية في الجبن. 

## راهبة الجبن
كانت مارسيلينو موضوع فيلم وثائقي من قناة بي بي إس الأمريكية يسمى «راهبة الجبن»،  لكن قالت مارسلينو إنها لا تحب أن تدعى براهبة الجبن. تم تصويرها أثناء سفرها في الريف الفرنسي لكى تجمع المعلومات من خبراء صناعة الجبن.  نصحتها الأم دولوريس هارت بأن تقبل ب«راهبة الجبن»، لأنه أفضل من «راهبة الفطريات».

## المزيد
- قائمة صانعي الجبن